# Apu (Berggottheit)
Apu oder Wamani ist bei der Quechua-Bevölkerung im südlichen Peru die Bezeichnung für die Berggottheiten, die bis heute weithin Verehrung genießen. Auch bei den Aymara werden die Berge verehrt.
Der Begriff Apu bedeutet auf Quechua „Herr“ (vgl. hierzu Apurímac und Apu Ollantay sowie im Kichwa von Ecuador Apunchik, „Unser Herr, Gott“), jedoch hat sich seine Bedeutung in einigen Regionen auf die Bedeutung „Herr Berg“ eingeengt.
Einige größere Berge, darunter z. B. der Apu Awsanqati (Ausangate) in Peru oder der Apu Illimani in Bolivien, werden – neben der panandinen Gottheit Pachamama – über größere Gebiete hinweg verehrt, für welche sie eine Schutzgottheit darstellen. Im Mythos von Wiraquchapampa, erzählt im Quechua-Dorf Q'ero, besiegen die vereinten Apus eine spanische Armee und retten so die letzten wenigen überlebenden Inka, Vorfahren der heutigen Q'ero-Indigenen, vor der völligen Vernichtung.
Im Huarochirí-Manuskript wird für die Berggottheiten (z. B. Paryaqaqa und Wallallu Qarwinchu) der Begriff Wak'a verwendet, der heute in Südperu jedoch nur kleinere, lokale Gottheiten bezeichnet.